# Adnana
Adnana je žensko osebno ime.

## Izvor imena
Ime Adnana je ženska oblika moškega osebnega imena Adnan.

## Pogostost imena
Po podatkih Statističnega urada Republike Slovenije je bilo na dan 31. decembra 2007 v Sloveniji število ženskih oseb z imenom Adnana: 13.

## Osebni praznik
V krščanskem koledarju ni imena Adnana, lahko pa bi ga uvrstili k imenu Adolf.